# یوسوکه ماتسودا
یوسوکه ماتسودا (انگلیسی: Yusuke Matsuda؛ زادهٔ ۲۳ آوریل ۱۹۹۱) بازیکن فوتبال اهل ژاپن است.